# Dichocrocis nigripunctalis
Dichocrocis nigripunctalis là một loài bướm đêm trong họ Crambidae.